# Estación de Aguilar de Segarra
La estación de Aguilar de Segarra es un apeadero ferroviario situado en el municipio español homónimo, en la provincia de Barcelona, comunidad autónoma de Cataluña. Cuenta con servicios de cercanías de Lleida de Rodalies de Catalunya.

## Situación ferroviaria
Se encuentra ubicada en el punto kilométrico 282 de la línea férrea de ancho ibérico que une Zaragoza con Barcelona por Lérida y Manresa a 587 metros de altitud, entre las estaciones de Seguers de San Pedro Salavinera y Rajadell. El tramo es de vía única y está electrificado.

## Historia
La estación fue abierta al tráfico el 30 de mayo de 1860, con la apertura del tramo Lérida-Manresa de la línea férrea que pretendía conectar Zaragoza con Barcelona. Las obras corrieron a cargo de la Compañía del Ferrocarril de Barcelona a Zaragoza. Buscando mejorar tanto el enlace de la línea con otros trazados, así como su salud financiera, la compañía decidió en 1864 unirse con la empresa que gestionaba la línea férrea que enlazaba Zaragoza con Pamplona, dando lugar a la Compañía de los Ferrocarriles de Zaragoza a Pamplona y a Barcelona. Dicha fusión se mantuvo hasta que en 1878 la poderosa Norte que buscaba extender sus actividades al este de la península logró hacerse con la compañía.

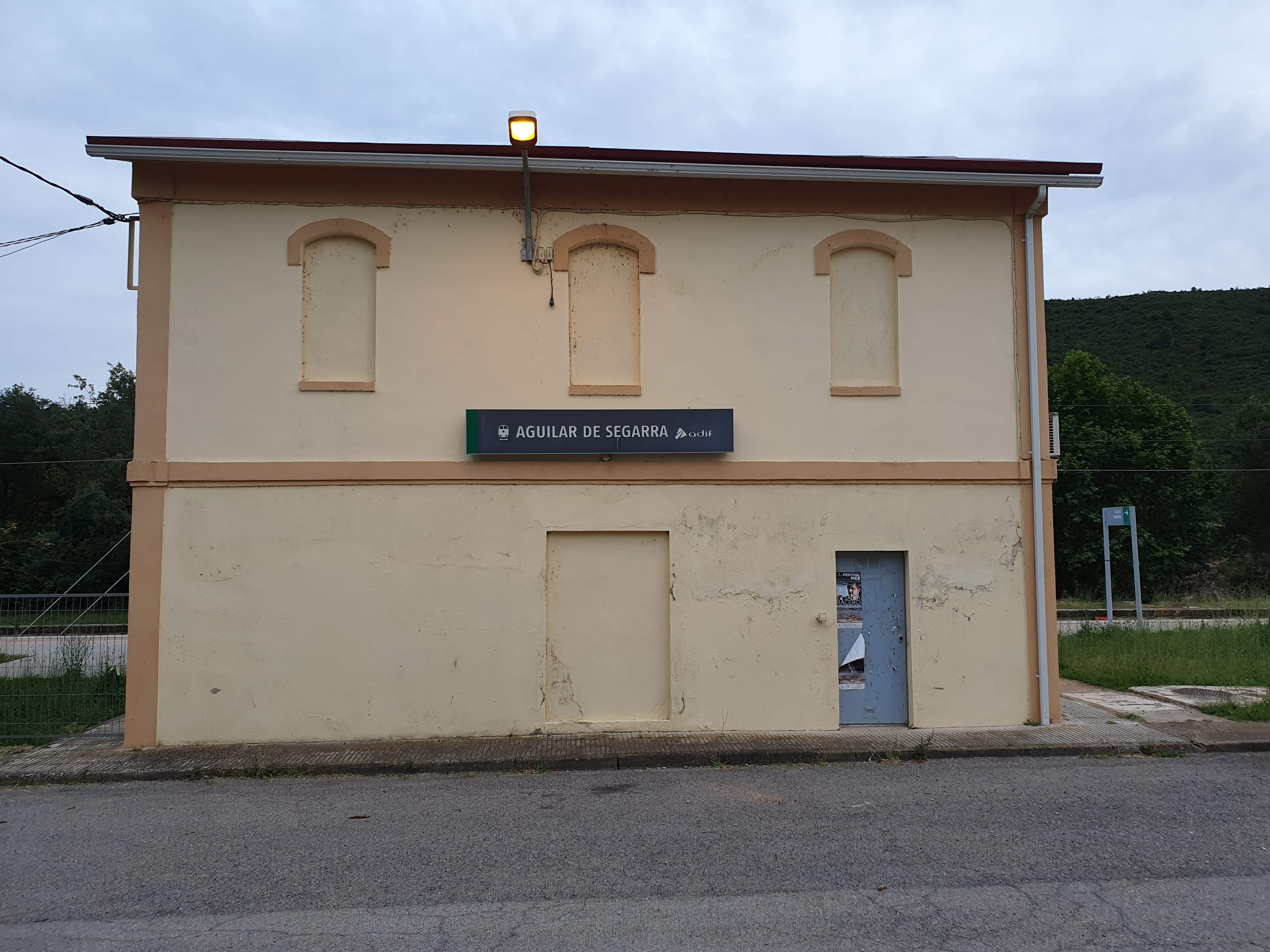
Estación de Aguilar de Segarra

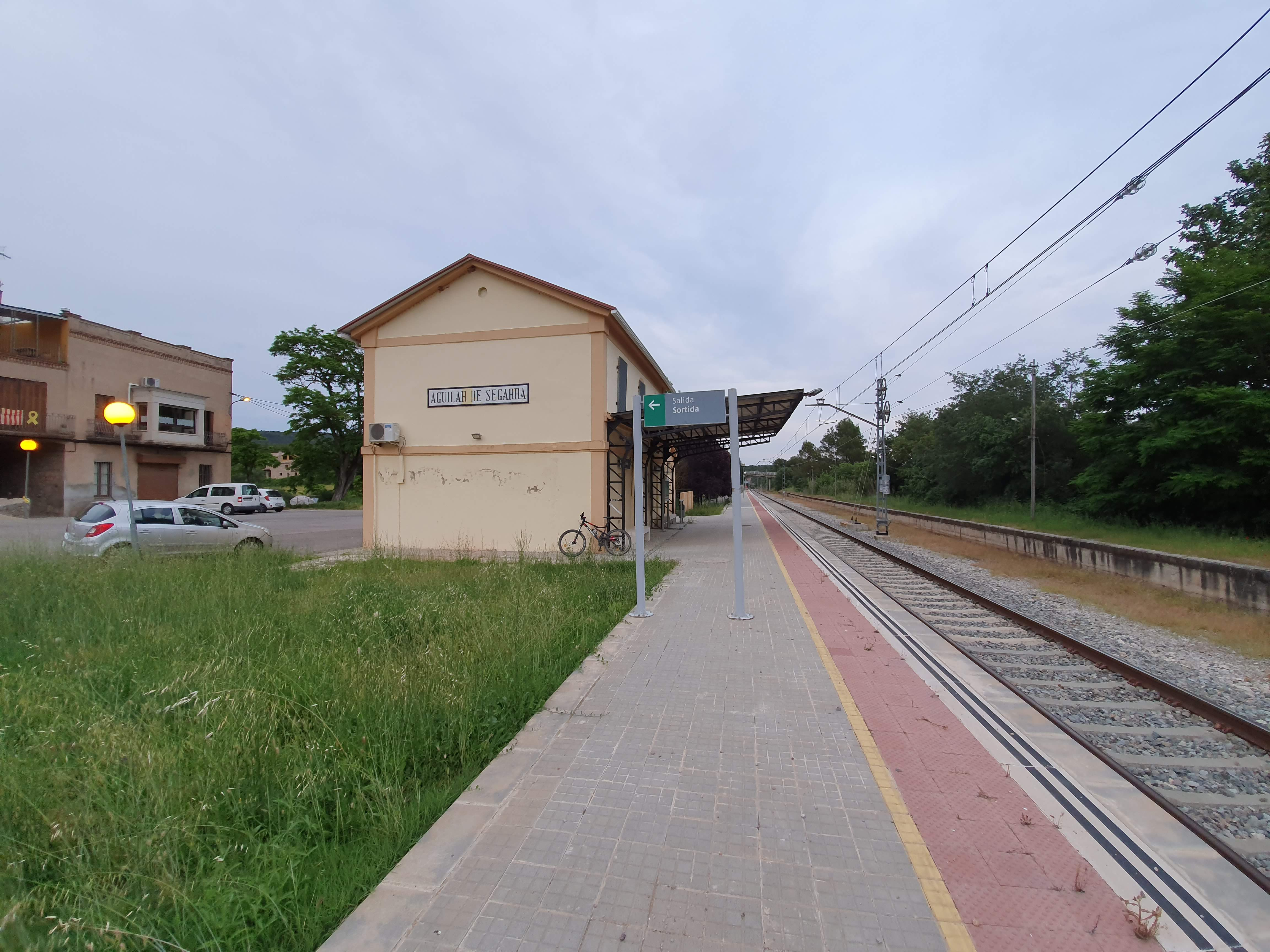
Estación de Aguilar de Segarra desde el andén

Norte mantuvo la gestión de la estación hasta que en 1941 se produjo la nacionalización del ferrocarril en España y todas las compañías existentes pasaron a integrarse en la recién creada RENFE. Desde el 31 de diciembre de 2004 Renfe Operadora explota la línea mientras que Adif es la titular de las instalaciones ferroviarias. 

## Servicios ferroviarios

### Cercanías
Forma parte de la red de cercanías de Lleida de Rodalies de Catalunya. La frecuencia entre semana es de 5 trenes por sentido, mientras que los fines de semana son de 4 trenes por sentido.
| << cabecera                    | < estación                      | línea | estación > | cabecera >>                |
| ------------------------------ | ------------------------------- | ----- | ---------- | -------------------------- |
| Rodalies de Catalunya de Renfe |                                 |       |            |                            |
| Lérida Pirineos                | Seguers de San Pedro Salavinera |       | Rajadell   | Tarrasa Estación del Norte |